# Filipowzi
Filipowzi (auch Filipovtsi geschrieben, bulgarisch Филиповци) ist ein Dorf in der Gemeinde Tran, Oblast Pernik, im Westen Bulgariens.

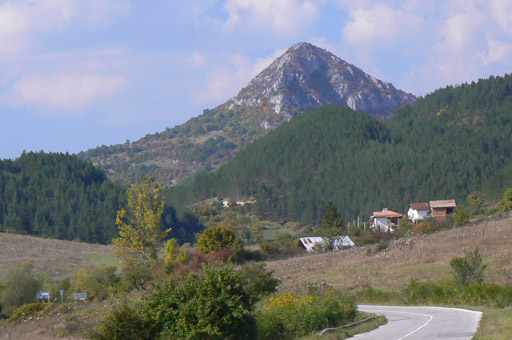
Das Dorf am Südhang des Dragowski-Berges

Das Dorf liegt südwestlich der Sofiaebene inmitten des Zawal-Gebirges, ca. 60 km westlich der bulgarischen Hauptstadt Sofia. In der Nähe befinden sich die Städte Tran, Bresnik und Radomir.
Während des Serbisch-Bulgarischen Krieges von 1885/86 wurde das Dorf von serbischen Truppen der Šumadija-Division besetzt, welche auf den umliegenden Anhöhen ihr Stellung bezog. In der entscheidenden Schlacht bei Sliwniza wurden Filipowzi und das umliegende Gebiet zum Kriegsschauplatz. Am 8. Novemberjul. / 20. November 1885greg. wurde das Dorf von den Bulgaren zurückerobert.
Der von den bulgarischen Kommunisten betriebene Kollektivismus der Landwirtschaft und die staatlich verordnete Planwirtschaft führten zur Abwanderung der Bevölkerung, vor allem nach Sofia.